# Kusunose Kita
Kusunose Kita 楠瀬喜多 (Kochi, 1836-1920) fue una pionera  japonesa  defensora de los derechos de la mujer. Sus acciones ayudaron a conseguir el sufragio femenino en partes de su ciudad natal, Kochi, donde se la conoce como "minken baasan" ("abuela de los derechos del pueblo").

## Biografía
Kusunose nació en Hirooka (parte de la actual ciudad de Kōchi ), hija de Kesamaru Gihei, un comerciante de arroz. A la edad de 21 años se casó con Kusunose Minoru (楠瀬実), un samurái que vivía en la ciudad castillo de Kōchi (la actual zona de Tōjin-chō) e instructor de kendō. Enviudó en 1874. Al no tener hijos, era la única heredera de la propiedad de su marido y se convirtió en la cabeza de familia (戸主koshu ). A pesar de su estatus, y aunque pagaba suficientes impuestos, no pudo votar en las elecciones de 1878 para la asamblea local creada en Kōchi, ya que sólo a los hombres se les permitía hacerlo. Ese mismo año presentó una petición a las autoridades de la prefectura, afirmando que se negaría a pagar impuestos mientras se le siguiera negando su derecho a votar.
Las regulaciones para las asambleas de prefectura (府県会fukenkai ), en ese momento, disponían que se concediera sufragio a todos los hombres mayores de 20 años que tuvieran residencia permanente en ese distrito y pagaran más de cinco yenes de impuesto territorial por año. La Ley de Formación de Municipios de julio de 1878 no proporcionó ningún criterio nacional para el sufragio femenino (o su exclusión del mismo) en lo que respecta a las asambleas de ciudades y pueblos.
En protesta por el hecho de que no se le permitía votar por ser mujer, Kita se negó a pagar impuestos, pero su petición ante las autoridades fue rechazada. A raíz de esto decidió llevar su petición a nivel nacional y dirigirla al Ministerio del Interior. Cuando el Osaka Daily informó sobre el asunto el 26 de enero de 1879, su caso llamó la atención a nivel nacional. Aunque, finalmente, fue excluida de participar en estas elecciones, la Ley de Asambleas de Ciudades y Pueblos que entró en vigor en septiembre de 1880 permitió a las asambleas locales establecer sus propias regulaciones relativas a las elecciones. Sin dudarlo, las autoridades locales del distrito de Kami-machi (en la actual ciudad de Kochi) adoptaron regulaciones que permitían a las mujeres participar, y poco después, la aldea vecina de Kodakasa (también en la actual ciudad de Kochi) hizo lo mismo. Así fue como, por primera vez en el Japón moderno, se logró la participación activa de las mujeres en las elecciones.
Sin embargo, debido a que el gobierno nacional revisó la ley antes mencionada en 1884, las ciudades y pueblos fueron privados de su derecho a promulgar su propio reglamento electoral, y el derecho al voto volvió a estar restringido únicamente a los hombres. Aunque sean de corta duración, las peticiones de Kita y su resultado se consideran una contribución notable al Movimiento por la Libertad y los Derechos de los Pueblos. Kita continuó luchando por los derechos de las mujeres, ganándose el entrañable título de "minken baasan" (民権ばあさん "abuela de los derechos del pueblo") que perdura en Kōchi. Murió en 1920, a la edad de 84 años, durante el apogeo de la democracia Taishō. Su tumba se encuentra en un cementerio en el monte Hitsuzan en la ciudad de Kochi.

## Reconocimientos
El 18 de octubre de 2019, Google celebró su 183 cumpleaños con un Google Doodle.